# Joseph Franz von Jacquin
Franz Joseph Freiherr von Jacquin ook wel Baron von Joseph Jacquin (Schemnitz (nu Banská Štiavnica), 7 februari 1766 - Wenen, 26 oktober 1839) was een Oostenrijkse geneeskundige, scheikundige en plantkundige.
Von Jacquin, zoon van Nikolaus Joseph von Jacquin, studeerde in 1788 af in geneeskunde aan de Universiteit van Wenen. Tussen 1788 en 1791 werd hij op een wetenschappelijke reis naar Duitsland, Frankrijk en Engeland gestuurd door Frans II.
Aan de Universiteit van Wenen erfde Von Jacquin zijn vaders positie als hoogleraar plantkunde en scheikunde, wat hij vanaf 1797 bleef tot aan zijn pensionering in 1838.

## Nagedachtenis
De auteur-afkorting J. Jacq. wordt gebruikt om Von Jacquin jr. aan te geven als auteur bij het citeren van een botanische naam.
- Bibliothèque nationale de France: cb12563972m (data)
- Author citation (botany): J.Jacq.
- Gemeinsame Normdatei: 117050199
- International Standard Name Identifier: 0000 0001 0799 1394
- Library of Congress Control Number: n82225748
- Mathematics Genealogy Project: 126371
- Nationale bibliotheek van Australië: 49864422
- Nationale Bibliotheek van Israël: 987007273104105171
- Nationale Bibliotheek van Polen: a0000002702114
- Nederlandse Thesaurus van Auteursnamen: 070094454
- LIBRIS: 171192
- SNAC: w68k7dg2
- Système universitaire de documentation: 153682051
- Trove: 1505416
- Virtual International Authority File: 37033919
- WorldCat: E39PBJktvWM7dBVx36PthDp3wC